# Kibō

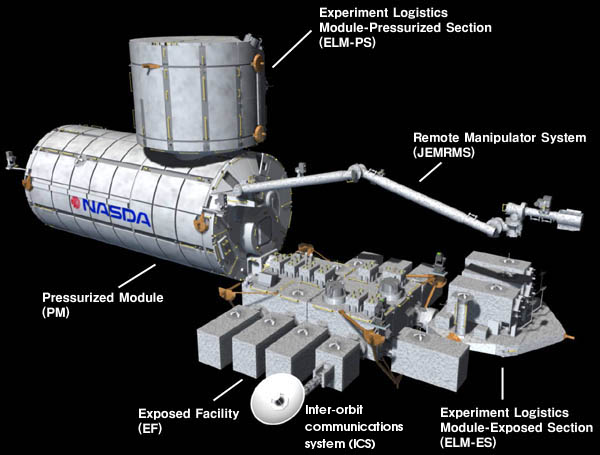
Struktura JEM: po lewej PM, u góry ELM-PS, w środku JEMRMS, na dole EF, na dole po prawej ELM-ES

Kibō (希望 – nadzieja) lub JEM (od ang. Japanese Experiment Module, Japoński Moduł Eksperymentalny) – japońskie laboratorium, element Międzynarodowej Stacji Kosmicznej (ISS), którego pierwszy człon został zainstalowany podczas misji STS-123 w marcu 2008. Głównym przeznaczeniem, zaprojektowanego przez Japońską Agencję Eksploracji Aerokosmicznej (JAXA) Kibō, jest przeprowadzanie eksperymentów naukowych w próżni.
JEM posiada stanowiska do równoczesnej pracy dwóch osób, jednakże w laboratorium może przebywać jednocześnie nawet czterech członków załogi ISS.

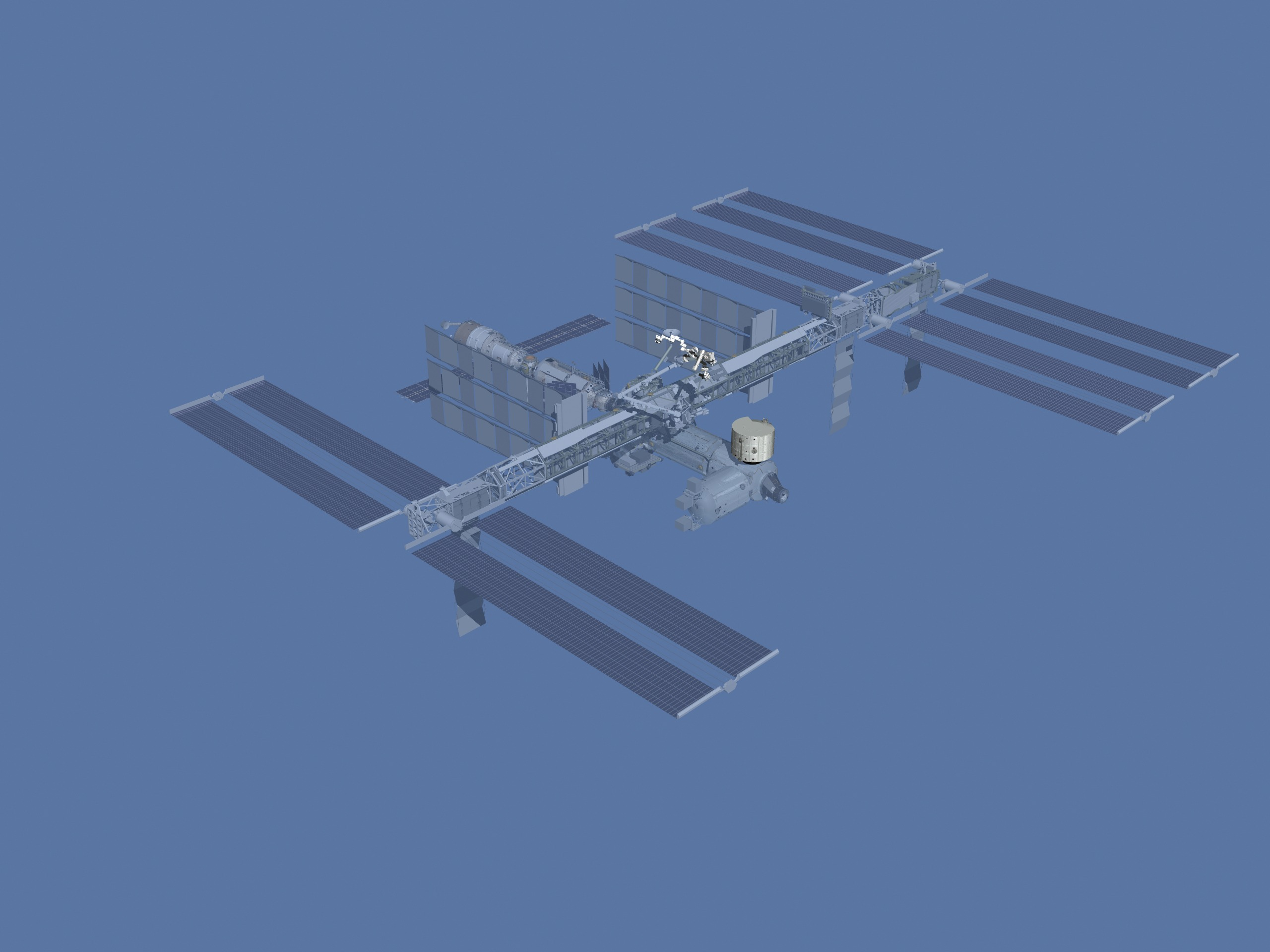
ISS przed misją STS-123

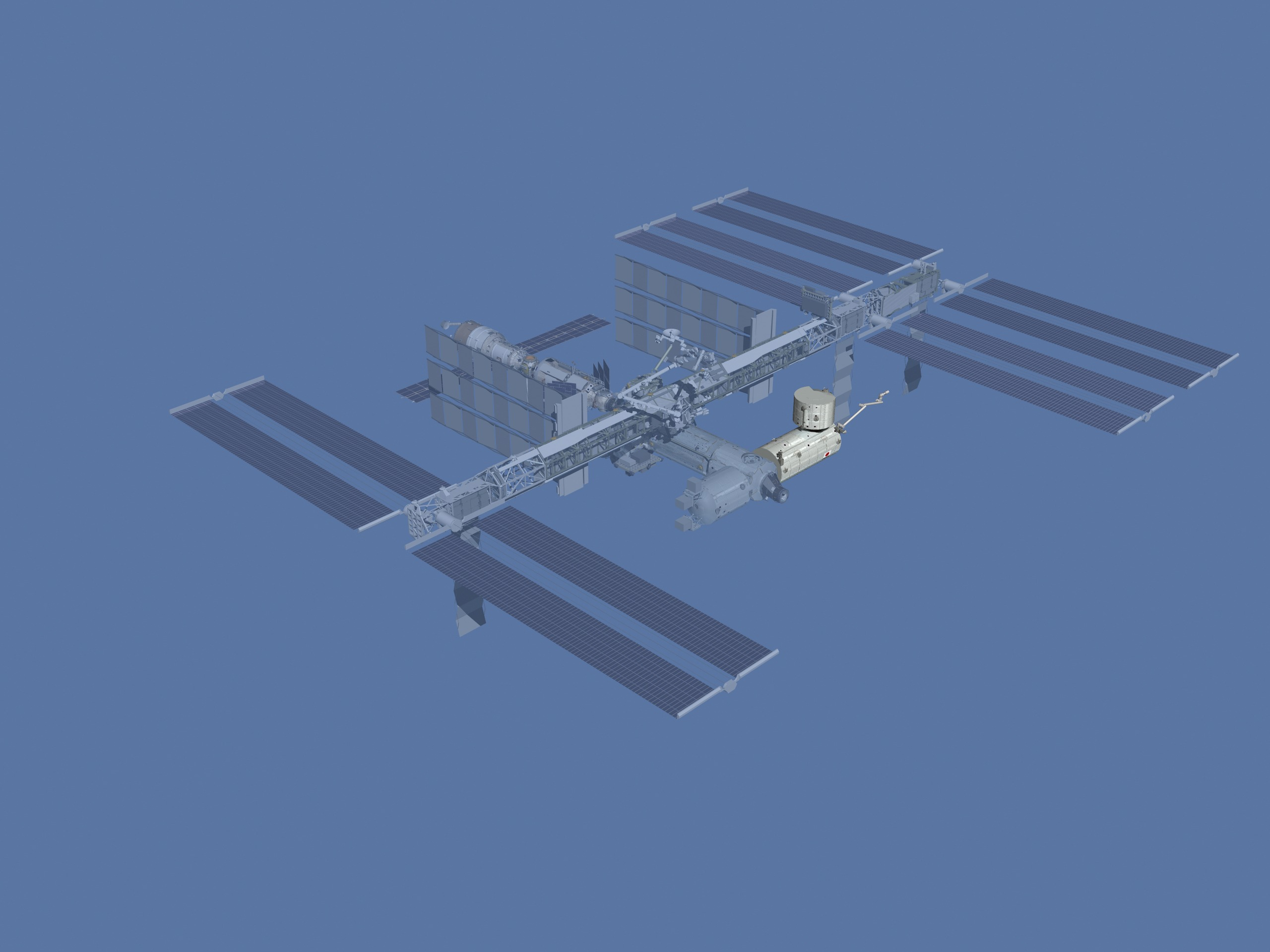
ISS po misji STS-124

Operacje systemowe i eksperymenty przeprowadzane w Kibō są kontrolowane z Mission Control Room w Space Station Operations Facility znajdującego się w ośrodku Tsukuba Space Center (prefektura Ibaraki, Japonia).
30 maja 2003 moduł PM został przewieziony z Japonii do Stanów Zjednoczonych do Centrum Lotów Kosmicznych imienia Johna F. Kennedy'ego. NASA wyniosła na orbitę cały kompleks JEM w trzech lotach:
1. Kibō Experiment Logistics Module Pressurized Section (ELM-PS) – tymczasowo dołączony do spodniego węzła modułu Harmony 14 marca 2008 w czasie misji STS-123, po instalacji PM, 6 czerwca 2008, przeniesiony na jego docelowe miejsce w górnej części modułu PM,
2. Pressurized Module (PM), Remote Manipulator System (JEMRMS) – podłączony do lewego węzła Harmony, a następnie połączony z JEM ELM-PS w dniach 3-8 czerwca 2008 (misja STS-124),
3. Exposed Facility (EF) – został dostarczony 15 lipca 2009 w misji STS-127.

## Budowa Kibō

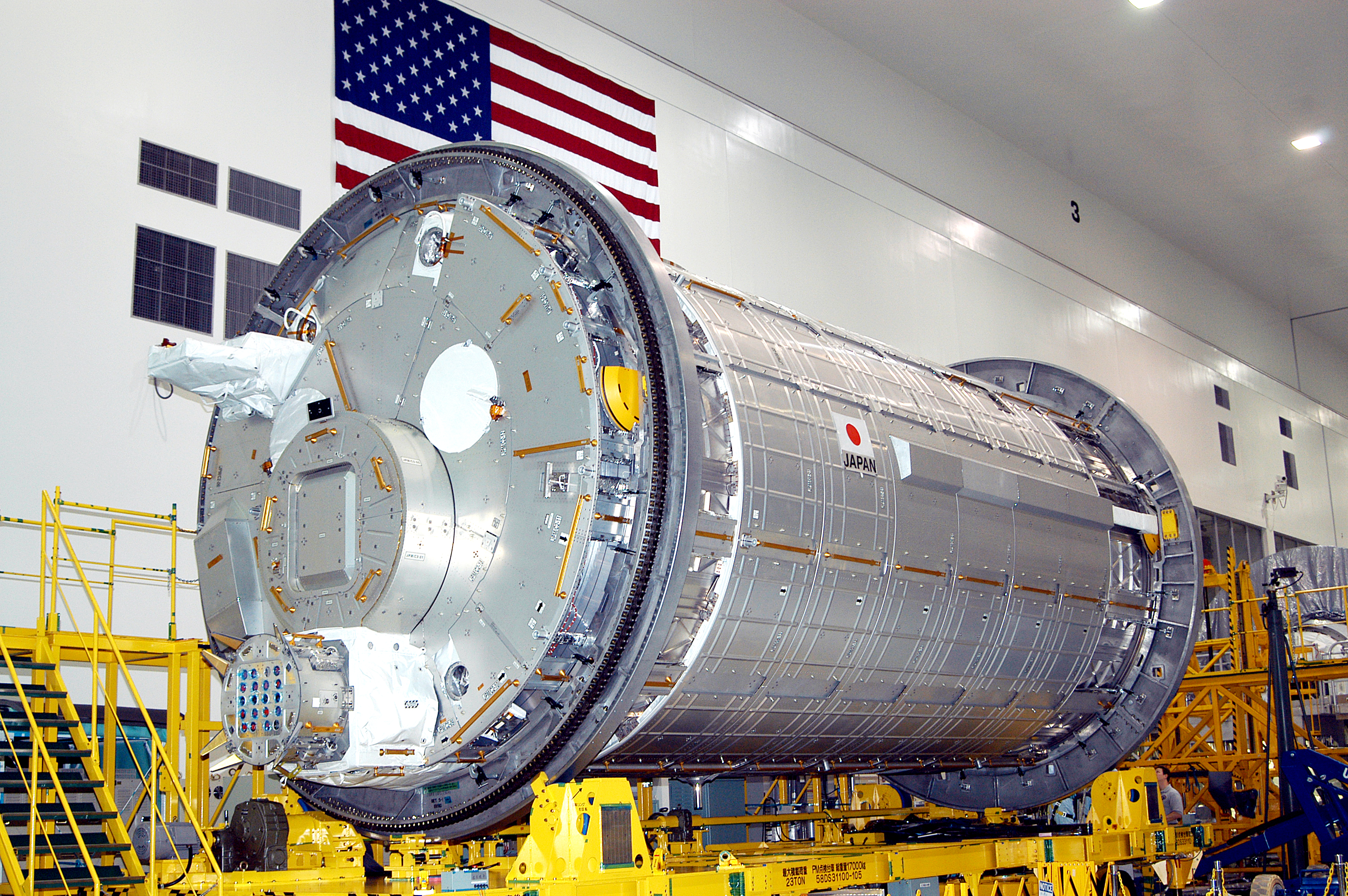
Pressurized Module

JEM składa się z czterech części:

### PM
PM (ang. Pressurized Module) – główny komponent JEM; moduł hermetycznie zamknięty – „pod ciśnieniem”. Ma kształt walca (o wysokości 11,2 m i średnicy 4,4 m), z dwoma węzłami – jednym horyzontalnym, za pomocą którego (podczas lotu 1 J/A) zamontowany został do Node 2, drugim węzłem – wertykalnym – gdzie zamontowany został ELM-PS. Posiada także śluzę powietrzną, dzięki której można łatwo wymieniać niektóre pojemniki z materiałami doświadczalnymi na platformie badawczej EF. Również przy PM zamontowany został dźwig JEMRMS. Moduł Kibō ma na wyposażeniu 23 pomieszczenia, z czego 13 zawiera urządzenia monitorujące przebieg doświadczeń, a pozostałe 10 przeznaczone jest na obiekty doświadczeń (5 z tych ostatnich używać będzie NASA, 5 pozostałych JAXA). Jako składniki doświadczeń, wewnątrz modułu zainstalowane są zbiorniki z helem, dwutlenkiem węgla i argonem.

### EF
EF (Exposed Facility, odsłonięta instalacja), nazywana też po prostu: „taras” – to przymocowana na zewnątrz PM platforma badawcza. Umieszczone na niej ładunki z materiałami doświadczalnymi wystawione są na działanie środowiska otwartej przestrzeni kosmicznej (wysoka próżnia, silne promieniowanie kosmiczne, itp.).
Astronauci mogą z wnętrza stacji dokonywać wymiany przeprowadzanych eksperymentów przy pomocy manipulatora JEMRMS.

### ELM

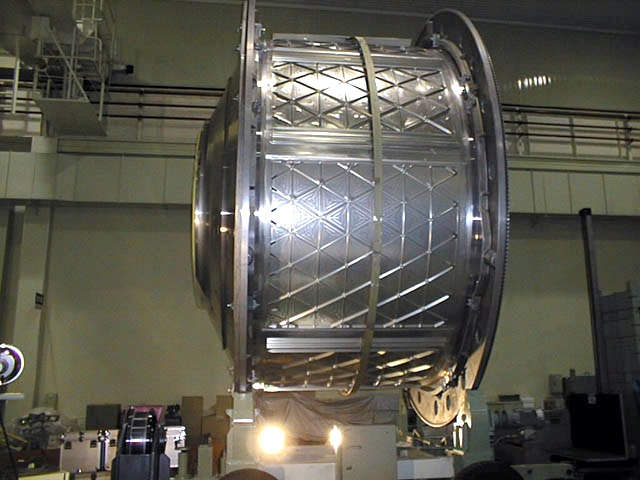
JEM Kibo ELM-PS

ELM (Experiment Logistics Module) – moduły zaopatrzeniowo-magazynowe. 
Jedna sekcja jest hermetycznie zamknięta (ELM-PS, Pressurized Section) – i jest połączona z modułem PM. Sekcja druga, odsłonięta (ELM-ES, Exposed Section) – jest dołączona do platformy EF.
Obie części zostały tak zaprojektowane, aby jednocześnie pełnić funkcję kontenera do transportu zaopatrzenia z/na Ziemię (na pokładzie wahadłowców), oraz jako miejsce do przechowywania materiałów doświadczalnych, urządzeń systemowych, narzędzi itp. (gdy ELMy są przyłączone do ISS).

### JEMRMS
JEMRMS (Remote Manipulator System) – robotyczny manipulator z osprzętem, który przymocowany jest do portu na module PM. Służy do przemieszczania ekwipunku z i do platformy EF oraz modułu ELM-ES, a także rozładunku niehermetyzowanego segmentu statków HTV Kounotori.
Na system JEMRMS składają się:
- Ramię główne (Main Arm) – wyspecjalizowane do przenoszenia ciężkich ładunków; jest wyposażone w kamerę telewizyjną, która pozwala astronautom monitorować przeprowadzane operacje z wnętrza modułu PM.
- Małe subtelne ramię (Small Fine Arm) – może być przyłączane do końca ramienia głównego; przeznaczone do wykonywania precyzyjnych operacji i przenoszenia małych ładunków.
- RMS console – to stanowisko sterowania dźwigiem umieszczone wewnątrz Pressurized Module. Wyposażone m.in. w: monitor i panel sterujący od kamery zamocowanej na ramieniu głównym, zestaw dżojstików sterujących ruchem rotacyjnym i translacyjnym manipulatora, laptop.

## Dane techniczne
- Pressurized Module
  - Długość: 11,2 m
  - Średnica: 4,4 m
  - Masa: 15 900 kg

- Exposed Facility

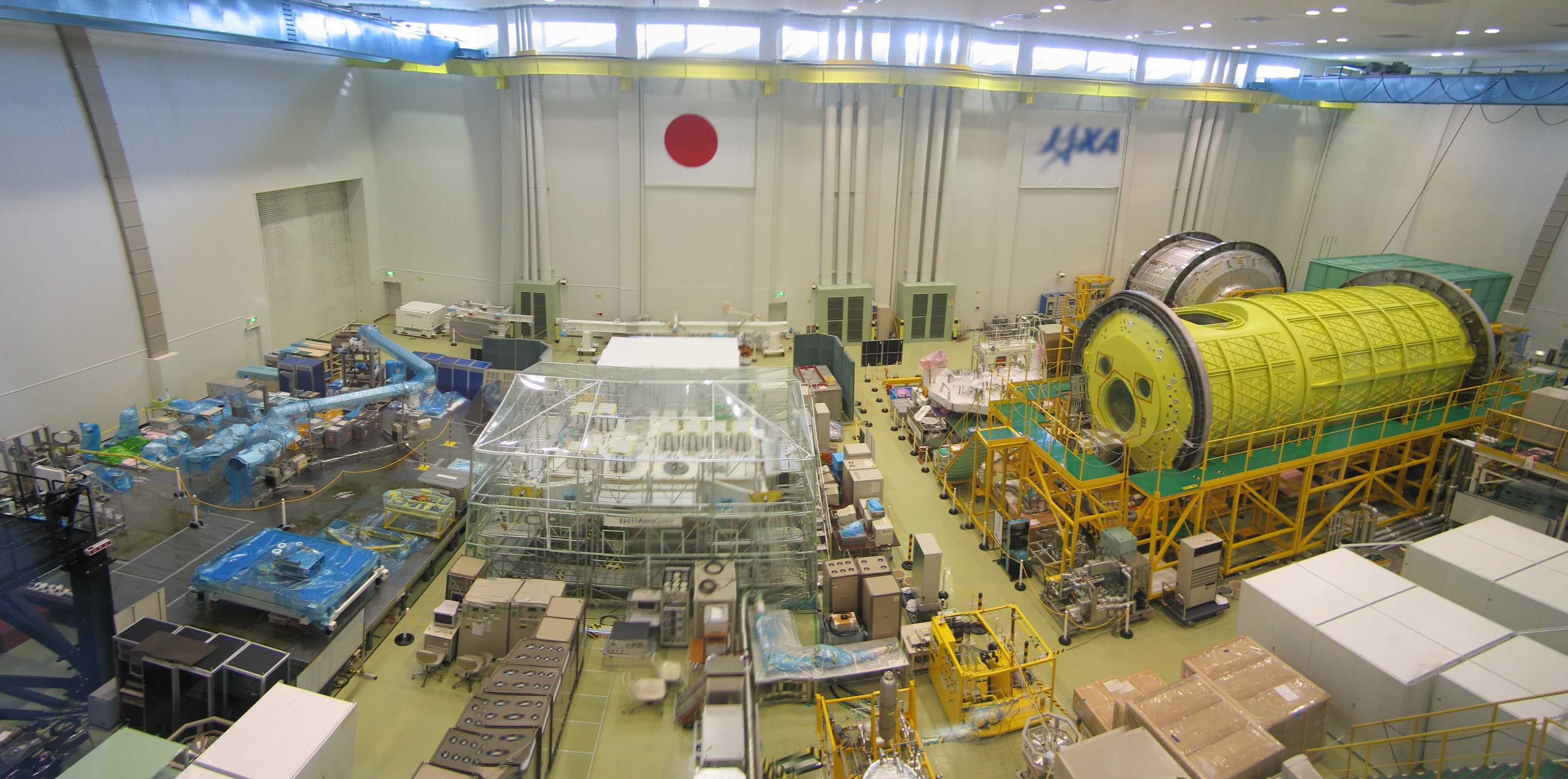
Zdjęcie prawdopodobnie przedstawia pierwszy testowy model Kibo

  - Wymiary: 5,6 x 5,0 x 4,0 m (w przybliżeniu)
  - Masa: 4000 kg
  - Pobór mocy: 11 kW (max), 120 V (DC)

- Experiment Logistics Module Pressurized Section
  - Długość: 3,9 m
  - Średnica: 4,4 m
  - Masa: 4200 kg

- JEMRMS Main Arm
  - Długość: 9,9 m
  - Liczba stopni swobody: 6
  - Udźwig maksymalny: 7000 kg
  - Maksymalna prędkość rotacji/translacji: 60 mm/s

- JEMRMS Small Fine Arm
  - Długość: 1,7 m
  - Liczba stopni swobody: 6
  - Udźwig maksymalny: 300 kg
  - Maksymalna prędkość rotacji/translacji: 50 mm/s